# Bartolomeo Tromboncino
Bartolomeo Tromboncino, né à Vérone en 1470 et mort à Venise ou près de cette ville en 1535, est un compositeur italien du milieu de la Renaissance. Il est surtout connu comme compositeur de frottoles et est tristement célèbre pour avoir tué sa femme.

## Biographie
Les détails sur les premières années de sa vie manquent comme c'est souvent le cas pour la plupart des compositeurs de l'époque, mais Bartolomeo Tromboncino a fort probablement été élevé à Mantoue et il mentionne dans une lettre qu'il était natif de Vérone. Jusque vers 1500, il a vécu et travaillé à Mantoue, bien qu'il ait fait parfois des voyages dans des villes voisines comme Ferrare, Este, Vicence, Milan et Pavie, surtout lorsqu'il se trouvait dans une situation financière difficile. Il fuit la ville en 1495 pour des raisons inconnues et y revient la même année. En 1499, il assassine sa femme lorsqu'il la surprend en flagrant délit d'adultère, mais contrairement à Carlo Gesualdo quelque cent ans plus tard, il épargne peut-être l'amant (les sources se contredisent sur ce point). Bizarrement, il semble avoir été pardonné à maintes reprises pour ses méfaits, mais il a quitté à nouveau Mantoue « sans permission, pour des raisons ignobles » selon une lettre d'un membre de la Maison de Gonzague, son employeur. Son talent de compositeur le rend cher à Isabelle d'Este, l'un des grands mécènes de son époque ; cette relation l'a peut-être aidé à obtenir le pardon de ses divers meurtres et méfaits. 
À partir de 1502, Tromboncino est engagé par Lucrèce Borgia à Ferrare, où il compose de la musique pour les fameux intermezzi de la cour opulente de Lucrèce et le mariage de celle-ci avec Alphonse d'Este. Un peu avant 1521, il déménage à Venise, où il passe fort probablement le reste de sa vie, dans des circonstances apparemment un peu plus calmes.

## Musique et influence
Malgré sa vie tumultueuse, désordonnée et peut-être criminelle, la majeure partie de sa musique prend la forme contemporaine légère de la frottole, qui a précédé le madrigal. Trombone, comme l'indique son nom, Bartolomeo était parfois engagé en cette qualité ; mais il ne semble pas avoir écrit de musique purement instrumentale (aucune n'a subsisté du moins). Il a aussi écrit de la musique sacrée : dix-sept laude, un motet et une mise en musique des Lamentations de Jérémie. Sur le plan stylistique, les œuvres sacrées tiennent de la musique conservatrice du début du XVIe siècle ; Bartolomeo y utilise la polyphonie non imitative sur un cantus firmus et la fait alterner, par sections, avec de l'homophonie ou du plain-chant sans ornements. Ses frottoles, qui forment le gros et la partie la plus importante de sa production (il y en a 176 au total), sont plus variées que celles de l'autre frottoliste célèbre, Marchetto Cara, et sont généralement plus polyphoniques que la plupart de celles de l'époque ; elles annoncent ainsi le madrigal, dont les premiers recueils vont commencer à paraître à la toute fin de la vie de Tromboncino et dans sa ville (par exemple, le Primo libro di Madrigali de Verdelot, paru en 1533 à Venise). Les grandes différences entre les dernières frottoles de Tromboncino et les premiers madrigaux ne résident pas tant dans la musique que dans la structure des vers mis en musique.
Les poètes que Tromboncino a mis en musique figurent généralement parmi les écrivains les plus célèbres de son temps : Pétrarque, Galeotto et Sannazaro, entre autres ; il a même mis en musique un poème de Michel-Ange, Come haro dunque ardire, qui fait partie du recueil que Tromboncino a publié en 1518.

## Sources
- (en) Cet article est partiellement ou en totalité issu de l’article de Wikipédia en anglais intitulé « Bartolomeo Tromboncino » (voir la liste des auteurs).
- Gustave Reese, Music in the Renaissance. New York, W.W. Norton & Co., 1954  (ISBN 0-393-09530-4).
- The New Grove Dictionary of Music and Musicians, ed. Stanley Sadie. 20 vol., Londres, Macmillan Publishers Ltd., 1980  (ISBN 1-56159-174-2).